# 中国人民解放军火箭军第六十五基地
中国人民解放军火箭军第六十五基地，位于辽宁省沈阳市，是中国人民解放军火箭军基地。

## 沿革
1964年9月，组建中国人民解放军第二炮兵第五十一基地指挥部（三〇二工程指挥部）（总字一二〇部队），1964年11月1日正式成立。1968年5月25日，改称中国人民解放军第二炮兵第五十一基地。1970年从吉林省通化县迁至通化市。1992年迁至辽宁省沈阳市。位于中国人民解放军沈阳军区。2016年，在深化国防和军队改革中，改为中国人民解放军火箭军第五十一基地。
2017年4月18日，中共中央总书记、国家主席、中央军委主席习近平在北京八一大楼接见新调整组建的84个军级单位主官，并对各单位发布训令；中共中央政治局委员、中央军委副主席许其亮宣读习近平主席签发的中央军委关于调整组建军兵种部队和省军区系统军级单位的命令、决定。在这次军级单位调整组建中，以中国人民解放军火箭军第五十一基地为基础，调整组建中国人民解放军火箭军第六十五基地。

## 编制
| 司令部 | 瀋陽（41.8586,123.4514）     |                | 有核   |                    |
| 651旅  | 登沙河（39.3028,122.0654）   | 東風-21A       | 是     | 2019年發現東風-26  |
| 652旅  | 通化（41.6681,125.9548）     | 東風-21C       | 否     | 東風-31A在該區訓練 |
| 653旅  | 萊蕪（36.2332,117.7154）     | 東風-21C/D     | 否     | 最近發現東風-21D   |
| 654旅  | 登沙河（39.2353,122.0440）   | （東風-26）    | （是） | 基地建造中         |
| 655旅  | 通化（41.7649,125.9857）     | ?              | ?      | 謠傳新旅基地區     |
| 656旅  | 萊蕪泰安（36.2164,117.2069） | （東風-31AG?） | ?      | 謠傳新旅基地區     |

## 历任领导
中国人民解放军火箭军第五十一基地
| 司令员 - 丛蓉滋（1964年9月—1969年12月） - 杨文亭（1978年1月—1980年7月） - 钱贵（1983年—1985年8月） - 张文 少将（1985年8月—1990年6月） - 杨书龙 少将（1990年6月—1994年8月） - 陈有国 少将（1994年8月—1997年7月） - 于际训 少将（1997年7月—2001年7月） - 杨智国 少将（2001年7月—2002年10月） - 魏士河 少将（2002年10月—2007年7月） - 张军祥 少将（2007年7月—2009年12月） - 张世俊 少将（2009年12月—2014年） - 李军 少将（2014年—2016年） - 兰吉银 少将（2016年—2017年7月） 副司令员 - 尹南轩（？—？） …… - 沈义 少将（1985年8月—1990年6月） - 陈景年 少将（1985年8月—1992年10月） - 薛卿 少将（1992年10月—1997年12月） - 郭玉泉 少将（1997年12月—2003年12月） - 徐兆谊 少将（1999年7月—2004年12） - 陈永兴 少将（2000年12月—2004年12月） - 高富 少将（2003年12月—？） - 郭凤轩 少将（2004年12月—？） - 裴凤涛 少将（2005年1月—？） - 吴存喜 少将（2005年7月—？） - 张凤伦 少将（？—？） - 张建军 少将（？—？） - 王明华 少将（？—？） - 黄大勇 少将（？—？） | 政治委员 - 龚兴贵（1964年9月—？） - 杨世泽（1978年1月—1983年6月） - 孙雨林（？—？） - 张传恕 少将（？—？） - 骆寿鹏 少将（？—？） - 熊元吉 少将（？—？） - 李同茂 少将（1997年3月—1999年12月） - 姚念学 少将（1999年12月—2002年4月） - 杨立顺 少将（2002年4月—2003年12月） - 丁兆军 少将（2003年12月—2010年4月） - 赵瑞宝 少将（2011年—2014年） - 汪利平 少将（2014年3月—2016年7月） 副政治委员 - 张芳（？—？） …… - 高治民 少将（1985年8月—1990年6月） - 卫云 少将（2001年12月—？） - 孔繁顺 少将（2002年12月—？） - 张虎墩 少将（2002年12月—？） - 崔连法 少将（2006年12月—？） - 李光荣 少将（？—？） |

| 参谋长 …… - 赵书月 少将（1990年3月—1996年12月） …… - 魏士河 少将（2001年12月—2002年10月） - 马占胜 少将（2002年10月—？） - 李传广 少将（？—2008年） - 王明华 少将（2008年—？） - 李顺华 少将（2013年—2017年） | 政治部主任 …… - 熊元吉 少将（1991年10月—1995年12月） - 卫云 少将（1999年12月—2001年12月） - 姚文长 少将（2001年12月—2002年4月） - 李光荣 少将（2002年4月—？） - 潘吉慧 大校（？—2014年） - 张继春 大校（2014年—2017年） |

| 总工程师 …… - 张东景 少将（1999年7月—？） - 冯介飞 专业技术少将（？—？） | 副总工程师 …… - 朱仲刚 少将（1999年7月—？） …… |

中国人民解放军火箭军第六十五基地
| 司令员 副司令员 | 政治委员 副政治委员 |

| 参谋长 | 政治工作部主任 |

| 总工程师 | 副总工程师 |